# Georgette Risser
Georgette Risser, née en 1933 est une ingénieur agronome française, créatrice de la variété de fraise Gariguette en 1976.

## Biographie
Georgette Risser a grandi à Lyon dans une famille de commerçants. Elle rentre à l'INRA en 1956. Elle fait de patients croisements entre variétés de fraises (en particulier les variétés Belrubi et Favette), près d'Avignon dans le domaine de Garrigue qui donnera son nom à la variété devenue célèbre dans les années 1970. Elle travaille également dans la sélection des melons.